# 守夜Seventh
《守夜》（英語：Seventh），是由马来西亚金牌编剧李勇昌于2013年自编自导的马来西亚灵异驚悚片，由来自台湾的蔡東威、新加坡的王欣、马来西亚的陈立谦主演。該片于2014年10月16日在马来西亚上映。

## 演員陣容
- 蔡東威 飾 黄忠义
- 王欣  飾 阿瑛
- 陈立谦 飾 林木森
- 邓绣金 飾 萧咪咪

## 宣传词
阴魂不散，不是因为解不开的怨气，
而是怀着化不开的爱意与思念。
世界上最漫长的等待，不是一辈子，
而是超越好几辈子。。。

## 故事大纲
欢喜冤家大炮和咪咪为赢得幽灵摄影比赛的丰富奖金，决定住进著名鬼宅取材。不料，老管家
黄石榴突然病逝，失联已久的孙子黄忠义为分取遗产而赶来替祖父守夜。两组人马水火不容、各怀鬼胎，
被迫一起在大宅内相处7天。此时，一神秘发光女人的出现，勾起了忠义儿时不堪的记忆。更甚的是，三
人还阴差阳错、误打误撞闯入异度空间，这才发现原来大宅内另有其人。。。